# Lá ngón
Cây lá ngón, còn gọi là cây rút ruột, co ngón, hồ mạn trường, hồ mạn đằng, đoạn trường thảo, cây xóa nợ (danh pháp hai phần: Gelsemium elegans) là một loài thực vật có hoa, từ năm 1994 được phân loại trong họ Hoàng đằng (Gelsemiaceae).

## Lịch sử phân loại
Loài này được George Gardner và John George Champion mô tả khoa học lần đầu tiên năm 1849 với danh pháp Medicia elegans, xếp trong họ Mã tiền (Loganiaceae), nhưng từ năm 1994 đến nay được cho là thuộc họ mới là họ Hoàng đằng (Gelsemiaceae). Tuy nhiên, cần phân biệt với một loài cũng được gọi là "lá ngón" nhưng ăn được ở một số vùng dân tộc thiểu số như Mường So,.....

## Đặc điểm
Là một loại cây leo thân quấn thường xanh, dài tới 12 m khá phổ biến ở miền rừng núi Việt Nam, Ấn Độ, Indonesia, Lào, Malaysia, miền bắc Myanmar, bắc Thái Lan, cũng như các tỉnh Phúc Kiến, Quảng Đông, Quảng Tây, Quý Châu, Hải Nam, Hồ Nam, Giang Tây, Vân Nam, Chiết Giang của Trung Quốc và Đài Loan. Nó được tìm thấy trong các cánh rừng rậm và dày ở cao độ từ 200 mét đến 2.000 mét. Thân cây có khía. Cành non màu xanh lục nhạt không có lông. Cành già màu xám nâu nhạt. Lá mọc đối, không lông, hình trứng hay hình trứng mũi mác, đầu nhọn, mép nguyên, xanh nhẵn bóng, mép lá nguyên, dài 7–12 cm. Hoa mọc thành xim đầu cành hay kẽ lá. Năm cánh hoa màu vàng, tràng hoa hình phễu, ra hoa trong khoảng từ tháng 5 tới tháng 11-12. Quả là dạng quả nang, hình thon elíp hay hình trứng, dài 1-1,4 X 0,6-0,8 cm, nhẵn không lông, màu nâu. Hạt nhỏ cỡ 0,5 cm, dạng từ hình elíp tới hình thận, màu nâu nhạt, phần giữa có lông, có diềm cánh mỏng xung quanh giúp phát tán theo gió. Là loài cây ưa sáng nên thường mọc chỗ đất trống, bìa rừng, ven đường.
Ở Việt Nam cây Lá Ngon có nhiều ở miền núi phí Bắc như : Lào Cai, Lai Châu , Hà Giang...

## Độc tính
Độc tính của lá ngón là do các ancaloit chứa trong toàn bộ cây, trật tự độc giảm từ rễ, lá, hoa, quả và thân cây. Tới 17 đơn phân ancaloit đã được chiết ra từ lá ngón như koumin, gelsenicin, gelsamydin I, gelsemoxonin, 19α-hydroxygelsamydin, trong đó hàm lượng koumin là cao nhất còn độc tính của gelsenicin tính theo LD50 trên chuột là cao nhất.
Ở Việt Nam và Trung Quốc, nó được coi là một trong bốn loại cây có độc tính hàng cao nhất (thuốc độc bảng A), một số người cho rằng chỉ cần ăn ba lá là đủ chết người.

### Ngộ độc
- Ngày 12-7-2020, một nhóm 5 người dân ở xã Linh Hồ, huyện Vị Xuyên, Hà Giang hái rau rừng, sau đó được cho là lá ngón, để nấu canh ăn sáng, được đưa vào bệnh viện.

### Tự tử
Lá ngón ở Việt Nam là một loại thực vật có độc tính cao, nên nhiều người (đặc biệt là đồng bào dân tộc thiểu số) ăn nó để tự tử. Đa số các trường hợp ăn xong khi chuyển đến bệnh viện sẽ tử vong, chỉ từ 3-5% mới có khả năng thoát khỏi cửa tử vì biết cách sơ cứu kịp thời và đúng cách.

## Triệu chứng ngộ độc
Người bị ngộ độc lá ngón có các triệu chứng khát nước, đau họng, chóng mặt, hoa mắt, buồn nôn… sau đó bị mỏi cơ, thân nhiệt hạ, huyết áp hạ, răng cắn chặt, sùi bọt mép, đau bụng dữ dội, tim đập yếu, khó thở, đồng tử giãn và chết rất nhanh do ngừng hô hấp.
Nếu không được cứu chữa kịp thời có thể tử vong rất nhanh (có thể từ 30 phút sau khi ăn nếu ăn nhiều lá ngón )

## Giải độc
Cũng như đối với các loại ngộ độc khác qua đường tiêu hoá, bước sơ cứu đầu tiên đó là nhanh chóng tìm cách giải phóng chất độc ra khỏi cơ thể. Ở nhà có thể cho uống thật nhiều nước rồi móc họng, dùng lông gà hoặc các biện pháp khác để kích thích gây nôn. Quan trọng sau đó là chuyển đến cấp cứu tại các cơ sở y tế (cho thở máy, trợ tim và giải độc) 
Theo một nghiên cứu khác, giã nhiều rau má hoặc rau muống lấy nước cốt, sau đó cho người bị ngộ độc uống để làm giảm độc tính rồi chuyển đến bệnh viện cấp cứu..

## Sử dụng y học
Tại Trung Quốc, nó được sử dụng để điều trị eczema, bệnh trĩ, nhiễm trùng răng, phong (hủi), nhọt ngoài da, chống tổn thương và co thắt, nhưng do độc tính cao nên chỉ hạn chế trong các ứng dụng ngoài da.

## Công dụng khác
Lá ngón còn được sử dụng làm thuốc nhuộm tóc. Người ta sử dụng với liều lượng rất ít, vì có độc tính cao nên để thuốc nhuộm tóc xa khỏi tầm tay trẻ em.